# Laminariaceae
Famille
Les Laminariaceae, aussi appelées laminaires, sont une famille d’algues brunes de l’ordre des Laminariales.

## Étymologie
Le nom vient du genre type Laminaria, dérivé du latin lamina, lame, en référence à la forme des frondes de l'algue.

## Liste des genres
Selon AlgaeBase (23 août 2017) :
- Arthrothamnus Ruprecht
- Cymathere J.Agardh
- Laminaria J.V.Lamouroux
- Macrocystis C.Agardh
- Nereocystis Postels & Ruprecht
- Pelagophycus Areschoug
- Polyschidea Stackhouse
- Postelsia Ruprecht
- Pseudolessonia G.Y.Cho, N.G.Klochkova, T.N.Krupnova & Boo
- Saccharina Stackhouse
- Streptophyllopsis Kajimura
- Tauya N.G.Klochkova & T.N.Krupnova

Selon Catalogue of Life (23 août 2017) :
- Laminaria

Selon ITIS (23 août 2017) :
- Agarum
- Coilodesme
- Costaria
- Cymathere
- Dictyoneurum
- Hedophyllum
- Laminaria
- Phaeostrophion
- Phyllaria
- Pleurophycus
- Saccorhiza Bach. Pyl.
- Thalassiphyllum

Selon World Register of Marine Species (23 août 2017) :
- Arthrothamnus Ruprecht, 1848
- Costulariella N.G.Kloczcova & T.A.Kloczcova, 2010
- Cymathaere J.Agardh, 1868
- Feditia Yu.Petrov & I.Gusarova, 1972
- Hedophyllum Setchell, 1901
- Kjellmaniella Miyabe, 1902
- Laminaria J.V. Lamouroux, 1813
- Macrocystis C.Agardh, 1820
- Nereocystis Postels & Ruprecht, 1840
- Pelagophycus Areschoug, 1881
- Phyllariella Y.E.Petrov & Vozzhinskaja, 1966
- Polyschidea Stackhouse, 1809
- Postelsia Ruprecht, 1852
- Pseudolessonia G.Y.Cho, N.G.Klochkova, T.N.Krupnova & Boo, 2006
- Renfrewia R.F.Griggs, 1906
- Saccharina Stackhouse, 1809
- Streptophyllopsis Kajimura, 1981
- Streptophyllum Miyabe & Nagai, 1940
- Tauya N.G.Klochkova & T.N.Krupnova, 2004